# Gobetas
 (février 2013).
Le Gobetas est un cargo espagnol qui a sombré le 2 novembre 1918 en rade de Brest à la suite d'un abordage. L'épave repose à environ 20 m de profondeur. L'étrave est à l'ouest. Le bâtiment est couché sur tribord. Sa position est la suivante : 48° 20′ 35,7439″ N, 4° 31′ 16,4569″ O